# Eleutherodactylus subsigillatus
Eleutherodactylus subsigillatus là một loài ếch trong họ Leptodactylidae.
Nó được tìm thấy ở Colombia và Ecuador.
Môi trường sống tự nhiên của nó là các khu rừng đất thấp ẩm nhiệt đới hoặc cận nhiệt đới và sông. Loài này đang bị đe dọa do mất môi trường sống.